# Лелой (городской квартал, Ханой)
Лелой (вьет. Lê Lợi) — квартал города Шонтэй, административной единицы первого порядка город Ханой, Вьетнам.
Квартал Лелой имеет площадь 0,88 км², население в 2022 году составляет 9468 человек, плотность населения составляет 10759 человек/км².

## История
До августа 1954 район Лелой относился к провинции Шонтэй, после — к кварталу 1 города Шонтэй. В январе 1981 года район был преобразован в квартал, а совет района — в народный комитет района.

## Культура
В Лелое большое количество исторических, культурных и религиозных сооружений. На территории квартала находится цитадель Шонтэй, построенная в правление императора Нгуен Тхань-то. Помимо неё, здесь расположены многочисленные пагоды, храмы и дини, здесь находится католическая церковь Шонтэй и центр епархии Хынгхоа.